# Гора (област)
Гора је географска област која се налази између области Љума, на западу, Опоља и планине Коритник, на сјеверу, и Торбешког моста, на југу. У ствари, Гора представља етногеографску цјелину са Горанцима и у нераскидивој су вези. Како се смањивао број горанских села тако се смањивала и географска област звана Гора. Највећи дио области се налази на јужном дијелу српске аутономне покрајине Косово и Метохија. У српском дијелу области се налази 19 села, а у албанском дијелу 9 села. Област је планинска са претежном четинарском шумом, а кроз њу протиче ријека Бели Дрим, а на косметском дијелу се налази извор ријеке Црнкамен (притока ријеке Радика).

## Историја
Назив Гора потиче од старословенске ријечи за планину.
Гора се први пут спомиње 1348. године указом српског цара Стефана Душана када је постала жупа Српског царства, када је 7 села додјељено манастиру Светих архангела у Призрену. Други пут се спомиње 1422/1425. године у турским списима као нахија Гора у саставу Османског царства. Послије Првог балканског рата област је припала Краљевини Србији. Након Првог свјетског рата, уз оснивање Краљевства Срба, Хрвата и Словенаца, Гора је подијељена уз надзор међународне комисије за разграничење 1925. године. На тај начин се у саставу Албаније нашло 10 села.
Ислам се у Гори јавља први пут 1690. године. Прво исламизовано село је било Крстац, а посљедње Брод. Посљедња хришћанка Божана је умрла у селу Брод 1856. године.

### Иван Јастребов о Гори
Иван Јастребов је писао о Гори да је нахија од 27 села. У историји се помиње по томе што је у њој владар био Павел (севастократор), чијом је кћери Јефимијом био ожењен Андреј II (1318—1348) Музаки, владар кнез у Албанији. Брођани су ту, по наређењу цара Душана, напасали овце манастира Св. Архангела Михаила. Житељи те жупе су увијек били познати по својим стадима. До прије 30 година (од када је то Јастребов писао) било је сељака који су имали и по 5000 оваца. Горанци су тада трговали и вуном. Зими су одлазили у печалбу у Бугарску, Србију, Цариград и Румелију, као и Опољци. Тада је у Гори било 2617 кућа са 11404 душе мушког пола. Толико је било и жена. Раније је цијели крај био под шумом, али су уништене због градње кућа, гријања и ширења обрадиве земље. Прије преласка на ислам Гоанци су били у родбинским везама са Средчанима. Тада, без обзира на исту вјеру с Љуманима, никако не желе с њима да се друже. С Опољцима су почели улазити у односе, али с оним селима гдје жене још говоре српски, као у селу Плајник и Шајиновац. Јастребов је записао да са селом Рапча граниче села која леже југоисточно, Пакиша и Кошаришта. Између граница тих села је, у Хрисовуљи (цара Душана) се вели, црква која се назива Мратиња. Те цркве више нема, али се виде остаци темеља, који показују да је та црква унеколико већа од уобичајених малих сеоских цркава. Та црква је била на брду и њено име се сачувало у народу у називу тога Мрат. Јастребов помиње и Зли Поток са рушевинама Преображенске цркве, Рестелицу са поменом мјештана о (некада) манастиру и цркви Св. Варваре у том крају као и село Бачка, исто са (некада) црквом Св. Варваре. У Броду спомиње три храма (Св. Николе, Димитрија и Пантелејмона) и старе људе који су му описивали хришћанске обичаје из дјетињства. Један старац му је говорио и да је ту некада био владика (митрополит), у шта Јастребов није вјеровао, али се касније увјерио у истинитост навода. Ниже села Млике у земљи је било камење које је служило као темељ мале српске цркве. Село Враниште спомиње као Вранић и пише да је ту постојала мала сеоска црква. Тада је било видљиво и мало хришћанско гробље. Цркве код Радеше и Лештана су порушене. У гори су се као и у Средачкој жупи (за разлику од Опоља) сачували готово сви стари називи планина, места, потока. Тада је било 2617 кућа са 11404 мушкараца. Језик им је српски, посебно су жене сачувале чистоту српског језика од свакојаких примеса. Многи мушкарци су радили у Бугарској и у говору су све више употребљавали бугарске језичке конструкције. Горанци не воле арнаутски и прије би говорили турски него арнаутски. Власти се труде да их потурче и да им натуре турски језик и зато су отворили школу на турском језику и за дјечаке и дјевојчице. Кадије су признавале право Горанцу једино ако овај постане муслиман. Неки су се турчили само да би побиједили у парници, макар право и не било на њиховој страни. Ту људску слабост су експлоатисале кадије и власти у Призрену. Почели су се турчити у вријеме сеобе патријарха Арсенија Јовановића, а од времена уништења Пећке патријаршије, цијела села Горанаца су заједно прелазила на ислам. Видјевши да су изгубили и народну патријаршију као центар њихове вјере, изгубили су сваку наду у бољу будућност и пали су духом. Новопостављене грчке владике (фанариоти) нису мариле за народ него само за приходе и у том контексту Јастребов помиње и тадашњег митрополита Мелетија. Иако им попови нису долазили, Брођани су славили дан свеца (славу), ломили колач и испред порушених цркава се причешћивали тим колачем, поливајући га вином. Хришћанство се и у Броду угасило смрћу митрополита призренског Јоаникија - родом Србина. Посљедња хришћанска душа у селу Броду издахнила је крајем 1855. - старица Божана (Марија), која је до своје смрти живјела са својом потурченом дјецом, унучадима и рођацима. Њен син Славко је постао Селим, Гаврило - Халилеј, Катарина - Кадима, а друга кћер није ни имала хришћанско име. Отац јој није дозволио да јој се да хришћанско име и да се крсти, иако никако није могао да потурчи своју жену, а њихову мајку, Божану. Јастребов описује и настојања Реџеп-паше да потурчи и Брођане, како је то већ учинио са Растеличанима. Противника је налазио у младом, богатим и паметном Брођанину Петку који га је одвраћао од тога поклонима. Лукави паша је у Брод послао, преко својих шпијуна, лажну вијест о својој смрти. Сви су се обрадовали смрти свог зликовца па и Петко, због чега је паша осудио Петка на смртну казну због лицемјерног пријатељства, па га је једино потурчивање могло спасити од сигурне смрти. Причало се да је тај Петко био први ренегат у селу Броду. Иако су се потурчили, Арнаути из Љуме су им и даље одводили стоку, па су били присиљени да иду на рад у иностранство. Зато их се могло сретати свуда по Турској и Србији, Бугарској, Епиру. До 1765. сви мушкарци су носили фес са црном траком, само је врх био црвен, код ренегата је врх феса био зелен. Црна трака око феса - врста је црнине наводно због Косовске битке. Јастребов се пита да није зато што је црвена боја забрањена хришћанима? Ђурдик је црнина за Скендербегом.

## Географија
Планинска област се налази између Шар-планине, Кораба и Коритника, у горњем току ријеке Љума, лијеве притоке Белог Дрима. Површина изности око 433 km², од тога се у Србији налази 385,6 km². Највећи дио је прекривен пашњацима, што је омогући да се развије сточарство, углавном овчарство.

## Становништво
Горан(ц)и су етничка заједница у Србији, која је много слична Србима у Средској и Торбешима у западној Северној Македонији. Исламске су вјероисповјести и говоре српским језиком односно горанским говором (често погрешно сматран језиком).
У Албанији немају право да се изјасне као Горанци и над њима се врши албанизација. Власти самопроглашене Републике Косово признају их само декларативно и над њима спроводе бошњакизацију. Присиљени су да се школују на албанском или бошњачком језику.
У Северној Македонији и Бугарској, увиђајући сличност првенствено у језику, а затим користећи сличност Горанаца са Торбешима и Помацима, у циљу остварења националних интереса, дају Горанцима своја држављанства, али не уважавајући их као Горанце, већ само уколико се изјасне као Македонци, односно Бугари.

## Насељена мјеста
Горанска села у Србији, односно Косову и Метохији, су: Баћка, Брод, Враниште, Глобочица, Горња Рапча, Горњи Крстац, Диканце, Доња Рапча, Доњи Крстац, Драгаш, Зли Поток, Крушево, Кукуљане, Лештане, Љубовиште, Млике, Орчуша, Радеша и Рестелица.
У Албанији се налазе: Борје, Запод, Кошариште, Оргоста, Орешек, Орчикле, Пакиша, Црнолево и Шиштавец.
У Северној Македонији су два горанска села: Урвич и Јеловјане.